# شیشه (فیلم ۲۰۱۹)
گلس (به انگلیسی: Glass) یک فیلم آمریکایی در ژانر تریلر روان‌شناختی به نویسندگی و کارگردانی ام. نایت شیامالان است. شیامالان این فیلم را به عنوان قسمت نهایی در سه‌گانه فیلم‌های این مجموعه شامل آسیب‌ناپذیر (۲۰۰۰) و شکافته (۲۰۱۶) در نظر گرفته‌است. بروس ویلیس، ساموئل ال. جکسون و اسپنسر تریت کلارک به ایفای نقش‌های خود در آسیب‌ناپذیر، و جیمز مک‌آووی و آنیا تیلور-جوی در نقش‌های خودشان در شکافته بازگشته‌اند.
این فیلم توسط یونیورسال استودیوز در تاریخ ۱۸ ژانویه ۲۰۱۹ در ایالات متحده اکران شد.

## داستان
چهار سال از فرار کیسی کوک از «باغ وحش فیلادلفیا» می‌گذرد، نام مستعاری به مردی به نام کوین وندل کرامب داده شده‌است که دارای اختلال تجزیه هویت است و ۲۳ شخصیت مجزا از جمله یک ابرقهرمان جانور، دارد. از طرفی دیوید دان که بسیار هوشمند و قدرتمند است به همراه پسرش جوزف سعی در محافظت از مردم دارند و خبر دزدیده شدن چهار دختر را می‌شنوند، دیوید ب کوین برمی‌خورد و کوین را به سمت یک انبار متروکه تعقیب می‌کند در آنجا دیوید چهار نفر را که توسط کوین ربوده شده‌اند را آزاد می‌کند. کوین و دیوید توسط افسران پلیس فیلادلفیا که تحت نظر یک مؤسسه ذهنی هستند، دستگیر می‌شوند. این مؤسسه تحت نظر دکتر پرایس است که یک روانشناس و متفکر جنائیست که معتقد است هر سه نفر ان‌ها اعم از کوین آقای گلس (شیشه ای) و دیوید افرادی معمولی و با اختلالات در لوب پیشانی هستند در همین حال در آن مؤسسه فردی که به آقای گِلس معروف است و مسئول بمب‌گذاری در قطاریست که همه سرنشینان آن به جز دیوید از بین رفته‌اند، پس از دیدار با دیوید و کوین سعی در فرار و آزاد کردن آن‌ها و نشان دادن وجود ابرقهرمان‌ها در دنیا دارد.